# Biserica Adormirea Maicii Domnului din Lăstuni

Biserica Lăstuni

Numele satului de la poalele dealului Denis-Tepe - Hagilar – este de origine turcească și în traducere înseamnă “satul hagiilor” (adică al celor ce au făcut pelerinajul la locurile sfinte).
	Locuitorii satului – de origne bulgară și aparținând confesiunii creștin ortodoxe – au construit pentru nevoile lor religioase un modest lăcaș de cult. Înainte de anul 1898 exista o biserică mică construită din paiantă și acoperită cu stuf.
	O dată cu mărirea obștii creștine din sat, credincioșii din Hagilarea izbutesc să-și construiască în 1898 o nouă biserică din piatră și din cărămidă, acoperită cu tablă, destul de încăpătoare și înzestrată cu toate obiectele liturgice.
	Bătrânii satului vorbesc despre faptul că un crescător de oi înstărit de aici a intervenit, înainte de începerea lucrărilor, pe lângă reprezentantul Imperiului Otoman de la Tulcea, pe care l-a convins prin mijloace materiale să permită înălțarea unei turle pe viitorul lăcaș, însă această întâmplare nu se poate proba documentar.
	Nu se cunoaște numele preotului care a inițiat și a coordonat lucrările de construcție ale bisericii și nici anul sfințiri acesteia. Este de presupus că toate acestea s-au petrecut la începutul sec. XX. Cert este că biserica a fost închinată Sfintei Fecioare Maria, având hramul “Adormirii Maicii Domnului” (15 august).
Biserica din Hagilarea este funcțională până în toamna anului 1940, când cutremurul din noiembrie o avariază grav, astfel încât obștea creștină este nevoită să o părăsească și să-și amenajeze o casă de rugăciune.
	Tot în toamna aceluiași an are loc schimbul de populații efectuat în urma Tratatului de la Craiova (07 septembrie 1940), care are drept consecință stabilirea în Hagilar a populației de origine aromână în locul celei bulgare. 
	Azi, biserica cea veche din Lăstuni este în ruină, zidurile fiind fisurate și având structura de rezistență grav afectată. Din cauza acestor lucruri nu s-a putut realiza reabilitarea construcției atunci când s-a pus problema. De asemenea, sunt prezente urme de pictură pe zidurile de pe naos, precum și pe absidele altarului.
	În anul 2002 s-a finalizat construcția unui nou lăcaș de cult ce poată același hram (Adormirea Maicii Domnului – 15 august), prin contribuția remarcabilă a familiei Teia Sponte, căreia “hoara Hagilarea” îi va fi mereu recunoscătoare. Biserica a fost sfințită de I.P.S.S. Teodosie, Arhiepiscop al Tomisului (Constanța), inconjurat fiind de o mulțime de clerici și credincioși. 
	Din cauza necesităților de cult, în anul 2008 s-a zidit, prin strădania aceleiași familii de ctitori Teia Sponte și prin grija domnului Gheorghe Goga, o clopotniță în incinta bisericii parohiale. Chiar în ziua hramului, a avut loc sfințirea acesteia de către P.S. Visarion, episcopul Tulcei, în prezența a numeroși credincioși. 
	De menționat faptul că, deși comuniștii atei, în mod samavolnic au schimbat numele “hoarei” Hagilarea, cu vădite trimiteri către credință, în Lăstuni, astăzi sunt în curs de desfășurare procedurile pentru revenirea satului la denumirea inițială. (“hagii” sunt persoanele care au făcut pelerinajul la Mecca, obligatoriu în cultul musulman; în variantă creștină, termenul de “hagiu” - de la care derivă numele Hagilarea – desemnează o persoană care a fost în pelerinaj la Ierusalim, deci “Hoara Hagilarea” înseamnă “satul hagiilor”, al celor care au fost la Ierusalim).